# Loi autorisant le divorce en France
Loi autorisant le divorce en France eller Tillståndslagen om skilsmässa i Frankrike var den skilsmässolag som infördes i Frankrike under franska revolutionen 20 september 1792. Den var i kraft till 1804, då den kraftigt begränsades, och avskaffades slutgiltigt 1816. Den återinfördes 1884. 
Före 1792 hade skilsmässor i modern mening inte förekommit i Frankrike, och den mest långtgående typ av skilsmässa som förekom före revolutionen var Separation av person, som innebar att makarna fick tillstånd att leva på skilda håll, men inte fick gifta om sig. 
Skilsmässolagen av 1792 var mycket radikal för sin tid i Europa och tillerkände båda parter fri rätt till skilsmässa genom oförenliga skiljaktigheter och gemensam önskan om skilsmässa; genom ömsesidig antipati eller genom den ena partens brott mot den andra, däribland äktenskapsbrott. Lagen gav könen lika villkor. Under de följande två åren vidgades möjligheten att få skilsmässa ytterligare. 
Napoleon I avskaffade inte skilsmässolagen men krympte kraftigt möjligheterna att få skilsmässa genom sin Code 1804. Bland annat blev det inte längre möjligt för en kvinna att få skilsmässa på grund av makens otrohet såvida han inte hade tvingat hustrun och älskarinnan att dela bostad, medan en kvinna däremot kunde bli satt i fängelse vid äktenskapsbrott; skilsmässolagen från 1804 förbjöd också en frånskild kvinna att gifta om sig, medan detta däremot fortsatt var tillåtet för män. År 1816 förbjöds skilsmässa helt. Först 1884 återinfördes en skilsmässolag, då på liknande villkor som 1792 års lag. 